# قانون مغناطیسی گاوس
قانون مغناطیسی گاوس (به انگلیسی: Gauss Law for Magnetic Fields) در واقع به عدم وجود تک‌قطبی‌های مغناطیسی اشاره دارد. در نظر بگیرید که ما یک آهن‌ربا را به سمت بی‌نهایت تکه خورد می‌کنیم. تکه‌های موجود هنوز دارای دو قطب {\displaystyle N} و {\displaystyle S} هستند. کوچک‌ترین آهن‌ربای موجود یک دوقطبی مغناطیسی است. این قانون همچنین به صفر بودن شار مغناطیسی در هر صفحهٔ بستهٔ گائوسی، اشاره می‌کند.
{\displaystyle \oint _{S}\mathbf {B} \cdot \mathrm {d} \mathbf {A} =0}
در مقایسه با قانون گاوس برای میدان‌های الکتریکی:
{\displaystyle \oint _{S}\mathbf {E} \cdot d\mathbf {A} ={\frac {Q}{\varepsilon _{0}}}}
در هر دو تساوی، انتگرال برای یک سطح بسته مورد محاسبه قرار می‌گیرد.

تعریف سطح بسته.سمت چپ:مثال‌هایی برای سطوح بسته، سطح یک کره، چنبره یا یک مکعب می‌باشند. شار مغناطیسی در هر یکی از این سطوح برابر صفر است.سمت راست:مثال‌هایی برای سطوح باز، دیسک، مربع و نیم‌کره می‌باشند. همهٔ آن‌ها دارای یک مرز (خطوط قرمز) هستند و به طور کامل حجم سه بعدی را نمی‌پوشانند. شار مغناطیسی در هر یک از این اشکال الزاماً صفر نیست.